# Beaufort (Dél-Karolina)
Beaufort település az Amerikai Egyesült Államok Dél-Karolina államában, Beaufort megyében, melynek megyeszékhelye is. Lakosainak száma 13 607 fő (2020. április 1.).

## Népesség
A település népességének változása:

| 2010 | 12 361 |
| 2020 | 13 607 |